# Cnam - Pays de la Loire
 (avril 2022).
La mise en forme du texte ne suit pas les recommandations de Wikipédia : il faut le « wikifier ».
Les points d'amélioration suivants sont les cas les plus fréquents :
- Les titres sont pré-formatés par le logiciel. Ils ne sont ni en capitales, ni en gras.
- Le texte ne doit pas être écrit en capitales (les noms de famille non plus), ni en gras, ni en italique, ni en « petit »…
- Le gras n'est utilisé que pour surligner le titre de l'article dans l'introduction, une seule fois.
- L'italique est rarement utilisé : mots en langue étrangère, titres d'œuvres, noms de bateaux, etc.
- Les citations ne sont pas en italique mais en corps de texte normal. Elles sont entourées par des guillemets français : « et ».
- Les listes à puces sont à éviter, des paragraphes rédigés étant largement préférés. Les tableaux sont à réserver à la présentation de données structurées (résultats, etc.).
- Les appels de note de bas de page (petits chiffres en exposant, introduits par l'outil «  Source ») sont à placer entre la fin de phrase et le point final[comme ça].
- Les liens internes (vers d'autres articles de Wikipédia) sont à choisir avec parcimonie. Créez des liens vers des articles approfondissant le sujet. Les termes génériques sans rapport avec le sujet sont à éviter, ainsi que les répétitions de liens vers un même terme.
- Les liens externes sont à placer uniquement dans une section « Liens externes », à la fin de l'article. Ces liens sont à choisir avec parcimonie suivant les règles définies. Si un lien sert de source à l'article, son insertion dans le texte est à faire par les notes de bas de page.
- La présentation des références doit suivre les conventions bibliographiques. Il est recommandé d'utiliser les modèles {{Ouvrage}}, {{Chapitre}}, {{Article}}, {{Lien web}} et/ou {{Bibliographie}}. Le mode d'édition visuel peut mettre en forme automatiquement les références.
- Insérer une infobox (cadre d'informations à droite) n'est pas obligatoire pour parachever la mise en page.

Pour une aide détaillée, merci de consulter Aide:Wikification.
Si vous pensez que ces points ont été résolus, vous pouvez retirer ce bandeau et améliorer la mise en forme d'un autre article.
 (avril 2022).
 (avril 2022).
Le Cnam-Pays de la Loire est un des centres régionaux du réseau du Conservatoire national des arts et métiers (Cnam), ayant pour mission de déployer dans la région des Pays de la Loire, les missions nationales du Cnam en matière de formation professionnelle supérieure, de diffusion de la culture scientifique et technique et de recherche.
En 2021, 13 100 élèves (auditeurs Cnam) étaient inscrits pour suivre des formations délivrées à Nantes et dans des centres répartis sur le territoire de la Région, mais aussi via la plateforme de formation à distance.

## Contexte
Le Conservatoire national des arts et métiers (Cnam) est un grand établissement d’enseignement supérieur et de recherche français placé sous la tutelle du ministère chargé de l'Enseignement supérieur dont le siège est à Paris. 
Le Cnam à pour mission la formation tout au long de la vie, la recherche technologique et l'innovation, la diffusion de la culture scientifique et technique. 
À partir des années 1950, le Cnam a développé ses activités en région et outremer, en lien avec la politique de régionalisation et d’aménagement du territoire. Ces activités sont notamment portées par des centres régionaux associés.
En 2022, le Cnam dispose de treize centres régionaux associés en métropole et sept en outre-mer, dont certains, comme celui des Pays de la Loire, sont portés par des associations selon la loi de 1901 en convention avec l’établissement public.

## Le Cnam Pays de la Loire
Le centre « Cnam des Pays de la Loire » déploie les missions de l’établissement public Cnam en matière de formation, de culture et de recherche. Il s’appuie sur une association de gestion «le Cnam Pays de la Loire-Association de gestion», pour gérer les moyens humains, techniques et financiers. En 2021, l'association emploie plus de 1 000 enseignants (professionnels et universitaires) et 250 collaborateurs administratifs et techniques.
Le Cnam – Pays de la Loire a son siège à Nantes ; il comporte des centres dans les principales villes de la Région : les chefs-lieux de département (Angers, La Roche-sur-Yon, Laval, Le Mans), Cholet, Saint- Nazaire ; des formations liées à l’environnement économique local sont dispensées sur d'autres sites, comme à Châteaubriant, Saint Laurent-sur-Sèvre, Clisson…

### Publics visés
Selon son Schéma d’orientations stratégiques 2021-2024, les publics visés par les actions de formation sont : les actifs qui souhaitent développer leurs compétences et/ou se reconvertir, les jeunes (futurs actifs) notamment par l’alternance, les entreprises et collectivités engagées dans des transformations et les non-intégrés au marché du travail qui souhaitent continuer à se former.
Le cœur de métier du Cnam est historiquement la formation «Hors Temps de Travail» ; les «cours du soir» ou «cours du samedi» qui permettent à des salariés de valider des modules de formation, et à terme d’obtenir, s'ils le souhaitent, un diplôme du Cnam. Cette activité très ancrée dans la culture de l’établissement est en déclin relatif, à la suite de l’évolution de la société et à la diversification de l’offre de formation. La formation par l’alternance des jeunes, fortement impulsée par les mesures gouvernementales, est désormais l’activité dominante (plus de 2200 élèves en 2021). 
En termes de chiffre d’affaires généré, les activités du Cnam - Pays de la Loire se répartissent, par ordre décroissant en : formation longue en journée principalement par l’alternance, formations « hors temps de travail », prestations de conseil/formation en entreprise, stages courts et accompagnement des parcours individuels (bilan de compétences, VAE…)

### Domaines d'activités
Pour ses activités de formation et de prestations en entreprise, le Cnam Pays de la Loire s'appuie : d'une part, sur les compétences des instituts, chaires et laboratoires de recherche du CNAM ; d'autre part sur les pôles et partenariats qu'il a développés à l'échelle régionale. Les principaux domaines transversaux d'intervention sont :
L'économie et la gestion : avec l'Institut national des techniques économiques et comptables (Intec) ; l'Institut de droit et d'économie appliqués à l'immobilier (Ich) et son Centre de recherche en droit immobilier (Crdi).
Les sciences humaines et sociales : avec le pôle Ergonomie pour l'adaptation du travail à l'homme ; l'Institut de formation et de recherche en intervention sociale (Iforis), spécialisé dans les métiers de l’intervention sociale et médico-sociale et l’animation ; l'Unité de santé publique (Usp) pour le secteur de la santé ; le pôle Management et transformation ; le pôle Travail et développement pour les enjeux de santé au travail.
Les sciences et techniques industrielles : avec l'Institut d’hygiène industrielle et de l’environnement (Ihie) pour la prévention des risques ; l'Institut supérieur d’enseignement et de recherche en production automatisée (Iserpa), spécialisé en management de la logistique industrielle.
L’innovation : avec son pôle dédié et son « living lab » Sofa qui participe à l’innovation pédagogique par l’introduction du numérique en formation.
La Culture scientifique et technique (Cst) qui est l'une des missions historiques du Cnam.
Une part importante de l'activité est l’accompagnement des carrières, via les bilans de compétences, la validation des acquis de l’expérience, l’orientation professionnelle, les bilans professionnels, le coaching.

### Labels de qualité
Le Cnam  Pays de la Loire a obtenu en 2021 la certification Qualiopi pour l’ensemble de ses activités de formation et de service. Cette certification est obligatoire depuis le 1er janvier 2022 pour tous les organismes réalisant des actions pour le développement des compétences souhaitant bénéficier de fonds publics ou mutualisés (en particulier pour le compte personnel de formation). 
Il a obtenu également obtenu le Label Lucie, certification de référence en matière de Responsabilité Sociétale des Organisations.

## L’offre de formation
Le Cnam Pays de la Loire, avec le contrôle de l’établissement public, assure des formations conduisant à des diplômes nationaux (licence, master, diplôme d’ingénieur) et des titres inscrits au RNCP (Répertoire National des compétences professionnelles) que le Cnam est habilité à délivrer. Ce contrôle comprend : la validation du contenu pédagogique par un professeur responsable du Cnam, la validation du choix des enseignants et la délivrance du diplôme proprement dit.
Les parcours diplômants sont ouverts en fonction des demandes individuelles et du contexte local. Ils peuvent être déployés simultanément dans plusieurs centres. En 2022, 52 formations préparent à un diplôme de licence, master ou ingénieur ; 13 formations à des titres inscrits au RNCP. Dans le cadre de ces parcours, les élèves peuvent valider des unités d’enseignement sans aller jusqu’à la diplomation complète.
Le champ tertiaire arrive en tête, avec la gestion-comptabilité, le commerce, le marketing, les ressources humaines ; dans le domaine technique, les formations concernent surtout le secteur du bâtiment et de l’énergie, la logistique, l’informatique et les techniques d’information et communication.
À partir des années 1990, le Cnam Pays de la Loire a investi la formation à distance ; l’explosion des outils et méthodes informatiques, amplifiée par la crise sanitaire, a fait perdre beaucoup de son attractivité à l’enseignement en présentiel, qui ne représente plus que 15% des enseignements en 2021. Le Cnam s’engage dans la mise en place systématique de la pédagogie hybride (présentiel et/ou à distance) pour l’ensemble de ses formations en alternance.

## Histoire
L'ouvrage de Jean-Luc Suchet retrace les détails de la création et de l'évolution du Cnam dans les Pays de la Loire.
À partir du décret de 1952 leur donnant un cadre réglementaire, de nombreux centres régionaux associés au Cnam ont été créés.
Il a fallu attendre octobre 81 pour voir la création du centre de Nantes, fortement appuyée par le Président de la Région de l’époque, Olivier Guichard. Le centre de Nantes est initialement « accueilli » par l’IUT et dirigé par Michel Cailler, professeur des universités. Des antennes sont créées : comme à Saint-Nazaire (1984), Cholet (1985).
Un nouveau décret (février 1989) abroge celui de 1952 et structure le réseau des  centres régionaux en cohérence avec la politique de régionalisation, qui dote les régions de compétences en matière de formation professionnelle.
L’association Arcnam (Association régionale du Cnam des Pays de la Loire) est créée en 1986, regroupant les formations des sept centres Cnam de la Région ; elle se dote d’une structure et d’une gouvernance qui perdurent pour l’essentiel jusqu’à nos jours. L’Arcnam intégrera ses locaux actuels (25 Boulevard Guy Mollet à Nantes) en 1991. Depuis février 2021, elle se nomme Cnam Pays de la Loire – Association de gestion.
Le Cnam Pays de la Loire est le premier centre associé au Cnam à se doter d’outils d’enseignement à distance (1987) ; il crée la plateforme Plei@d qui sera diffusée vers d’autres centres et universités. 
Avec cet outil, le nombre d’inscrits en FOD croît très rapidement : 500 en 1998, 1500 en 2001. Sur cette lancée, le Centre déploiera des nouveaux outils comme les «serious games» ; les dispositifs immersifs #2038 pour développer l’innovation et la prospective et #Transitions pour imaginer les futurs possibles et agir sur l’avenir ; le « living lab » SOFA pour l’analyse des usages socio-éducatifs du numérique.